# Ясна Мелвингер
Ясна Мелвингер (на хърватски: Jasna Melvinger) е хърватска университетска преподавателка, езиковедка, поетеса и писателка.

## Биография и творчество
Ясна Мелвингер е родена на 6 май 1940 г. в Петроварадин, Кралство Югославия. Завършва гимназия в родния си град. Следва южнославянски езици и югославска литература във Философския факултет на университета на Нови Сад, където получава магистърска степен през 1969 г. Прави следдипломно обучение и професионално обучение във Франция. През 1981 г. защитава докторска степен във Философския факултет в Загребския университет с дисертация на тема „Синтаксис и семантика на инфинитиви в хърватския литературен език“.
В периода 1964 – 1971 г. работи като асистент във Философския факултет в Нови Сад. В периода 1971 – 1976 г. е служител, а след това директор на Културния център, главен редактор на Младежкия форум в Нови Сад. Член е на редакционния съвет на студентския вестник „Indeks“, на литературното стисание „Polja“, редактор е на издания на организацията „Матица Сръбска“ и на изданията на групата автори „Kairos“.
Завръща се към лингвистиката през 1976 г., първо като доцент, а след 1991 г. и редовен професор в Педагогическата академия в Осиек (сега Философски факултет).
От 1964 г. публикува научни трудове в областта на лингвистичната стилистика и поетика, както и в областта на граматиката и лексикологията. Издала е няколко учебника за гимназии и колежи. Има десетки научни трудове по лингвистична стилистика и поетика, синтаксис на стандартния хърватски език, история на хърватския литературен език, фразеология, терминология и др.
Пише стихове, есета и романи на хърватски, но също и на сръбски. Първата му ѝ книга, стихосбирката „Vodeni cvet“ (Водно цвете), е издадена през 1958 г.
За творчеството си получава няколко награди. През 1973 г. получава Октомврийска награда на град Нови Сад, през 2006 г. получава отличието „Visoka žuta žita“ за цялостното литературно творчество и траен принос към хърватската литература на 17-те поетични срещи в Дреновци присъдено ѝ от Дружеството на хърватските писатели, а през 2008 г. получава наградата „Горанов венец“ за цялостен принос в поетичното изкуство. През 2009 г. получава Ордена на хърватската Даница с фигурата на Марко Марулич за специални заслуги в опазването на културата на хърватския народ в Република Сърбия. За организирането, редакцията и публикуване на четири творби на Илия Округич – Сримац получава през 2010 г. първата награда учредена на негово име. Същата година получава и наградата „Балинт Вуйкович“ за цялостно творчество.
Тя е член на Дружеството на хърватските писатели и Дружеството на писателите на Войводина.
Ясна Мелвингер живее със семейството си в Петроварадин.

## Произведения

### Поезия
- Vodeni cvet (1958)
- Sve što diše (1963)
- Tako umiru starice (1967)
- Svet i svetlost (1971)
- Visoke strane ležaja (1979)
- Avans za danas (1985)
- Ljubavni soneti (1989)
- Ta renesansa, ne još kao posljednja šansa (2002)
- Vozelnica, izabrane i nove pjesme (2004)
- Vaga s anđelima (2005)
- Dunavska klepsidra (2006)

### Самостоятелни романи
- Pet sestara (1972)

### Документалистика
- Moderna i njena mimikrija u postmoderni (2003)

### Редактирани
- Илия Округич – Сримац, Glasinke (2007)
- Илия Округич – Сримац, Tri povijesne drame (2007)
- Илия Округич – Сримац, Šaljive poeme (2010)
- Илия Округич – Сримац, Hunjkava komedija (2011)